# Харківська операція (грудень 1919)
Харківська операція (24 листопада — 12 грудня 1919) — наступальна операція Південного фронту (ком. О. Єгоров, член РВР — І. Сталін) РСЧА проти білогвардійських військ (ком. А. Денікін) під час Громадянської війни у Росії.

## Передумови
Завершивши Орловсько-Кромську і Воронезько-Касторненську операції, радянські війська Південного фронту до 24 листопада вийшли на рубіж на північ від Сум, Борки, Обояні, Старого Оскола, Лиски, Боброва.
Командування Південного Фронту поставило завдання організувати переслідування ворога на харківському напрямку та розгромити його. Головний удар завдавала 14-та армія із завданням опанувати район Харкова. 13-та армія у взаємодії з 1-ю кінною армією переслідувала війська Денікіна і оволоділа Купріянськом. 8-ма армія повинна була розвивати наступ на Старобільськ.

## Сили

### РСЧА
- Всього сил: 58 000 багнетів, 13 000 шабель, 455 гармат, 1661 кулемет.

### Біла армія
- Всього сил: 47 000 багнетів, 23 000 шабель, 297 гармат, 1100 кулеметів.

## Хід операції
25 листопада 1-ша Кінна армія Будьонного захопила Новий Оскол. 28 листопада 14-та армія оволоділа Сумами. 3 грудня корпус Мамонтова завдав контрудар спочатку на стику 13-ї та 8-ї армій, а потім у фланг 1-ї Кінної армії. У завзятих боях 1-ша Кінна армія у взаємодії з частинами 13-ї армії зупинила просування противника на північ і завдала йому важкої поразки в районі Бірюча та Нового Оскола. Переслідуючи розбиті війська білих, 13-та армія 8 грудня зайняла Вовчанськ, а частини 1-ї Кінної армії 9 грудня — Валуйки. 4 грудня 14-та армія захопила Охтирку, 6 грудня — Краснокутськ, 7 грудня — Білгород. 4 грудня 8-ма армія захопила Павловськ. Радянське командування ухвалило рішення оточити харківське угруповання ворога силами 14-ї армії з району Охтирки в південно-східному напрямку, 13-ї армії з району Вовчанська в південно-західному напрямку, а 1-ї Кінної армії було поставлено завдання ударом від Валуєк на Куп'янськ створити загрозу глибокого обходу з південного сходу, долаючи завзятий опір супротивника. 14-та армія 9 грудня зайняла Валки, 11 грудня — Мерефу, відрізавши противнику шляху відходу на південь. Спроба денікінців завдати контрудару з району Константинограда була паралізована діями партизанів. У ніч на 12 грудня Латиська та 8-ма кавалерійська дивізії вступили до передмістя Харкова, а вдень оточені у місті білогвардійські війська капітулювали.

## Наслідки
Успішне проведення операції дозволило військам Південного фронту перейти у наступ на Донбас, роз'єднати Добровольчу та Донську армії та створити загрозу їхнім тилам.